# Осиновица (Сунский район)
Осиновица — опустевшая деревня в Сунском районе Кировской области в составе  Большевистского сельского поселения.

## География
Находится на расстоянии примерно 11 км по  прямой на север от районного центра поселка  Суна у дороги Киров-Суна.

## История
Известна была с 1678 года как починок  Осиновский с 3 дворами,  в 1764 проживало 73 монастырских крестьянина (Успенского Трифонова монастыря). В 1873 году здесь (уже деревня Осиновская) учтено было дворов 21 и жителей 156, в 1905 27 и 160, в 1926 27 и 128, в 1950 20 и 98. В 1989 году оставалось 9 постоянных жителей. 

## Население
Постоянное население  составляло 8 человек (русские 50%, татары 50%) в 2002 году, 0 в 2010.